# Pont sur le Wouri
Le pont sur le Wouri aussi appelé pont de Bonabéri est un pont routier en béton reliant les deux rives du fleuve Wouri à Douala au Cameroun, mis en service en 1954.

## Historique
| \| 500 km1:16 991 000 \| 1ier Pont (1830 m) 2ième Pont (756 m) Mungo (400 m) Pt Allemand (? m) Edéa (??? m) Ebebda (1020 m) Dibamba (??? m) Nyong (??? m) Kousseri (230 m) Benoué (405 m) Natchigal (??? m) Cross River(1500 m) Touraké(140 m) Bongor (600 m) |
| 500 km1:16 991 000 |

| 500 km1:16 991 000 |

| Ponts existants                                              |
| Ponts en chantier/projet                                     |
| (1911, 1020 m) (Année de construction, longueur (en mètres)) |

Le pont est construit entre 1951 et 1954 par des entreprises françaises, la Société de construction des Batignolles, avec le concours de la Compagnie industrielle de Travaux Publics, de Campenon-Bernard et de Hersent. Il relie Bonabéri à la ville de Douala, dans la région du Littoral. 
Lors de son inauguration le 15 mai 1955, il est le troisième pont le plus long d'Afrique et le plus long pont en béton du continent.

## Caractéristiques

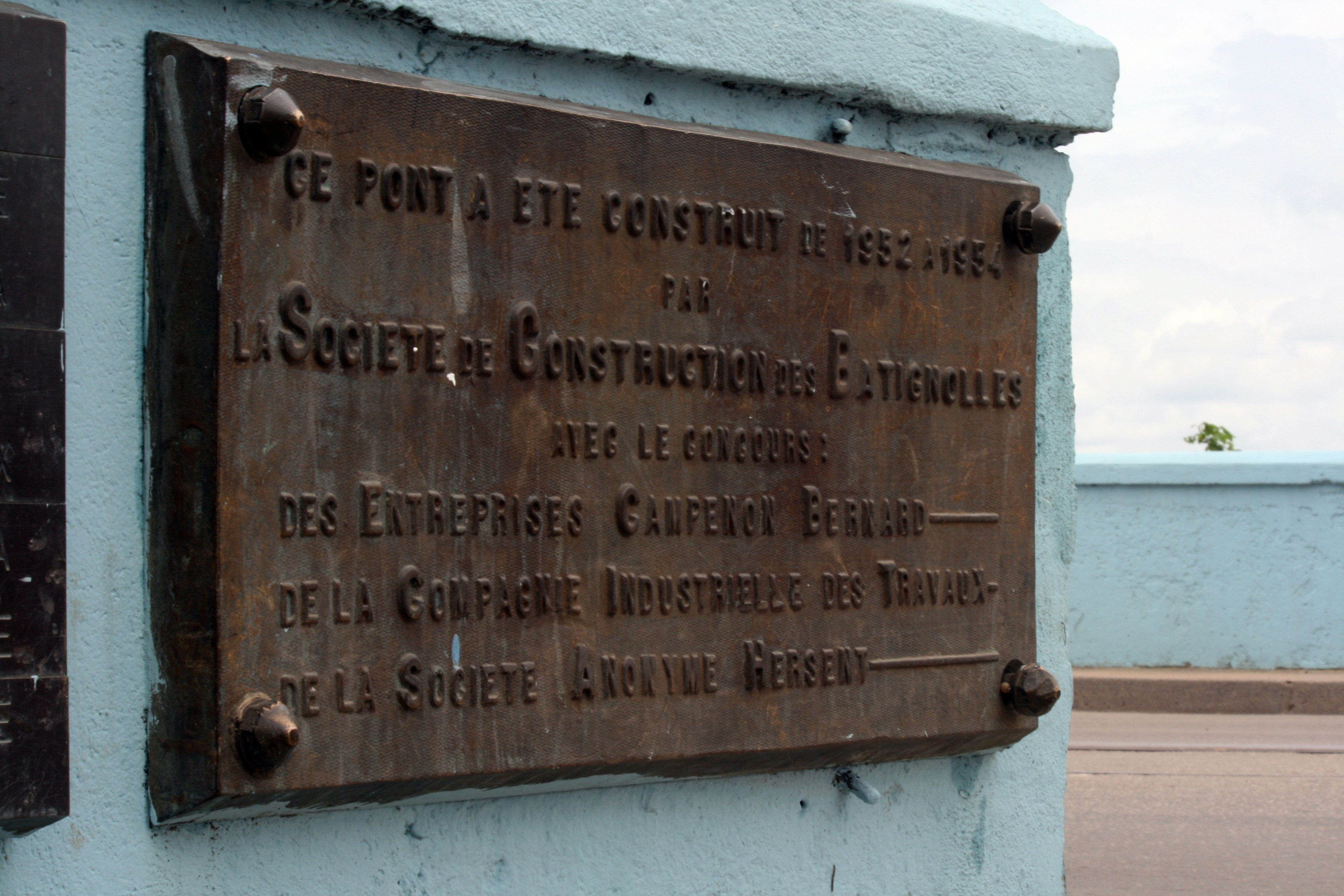
Plaque commémorative.
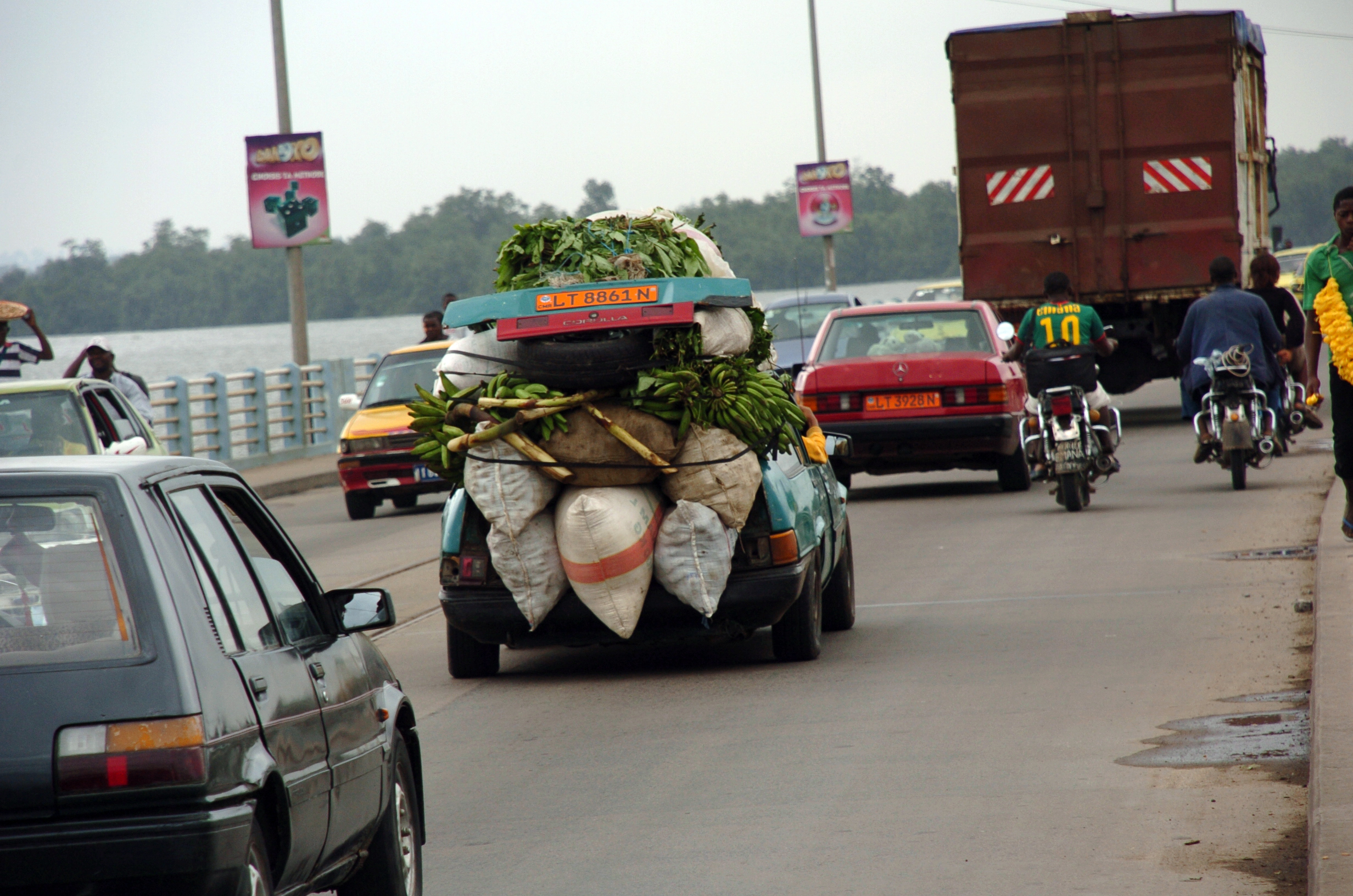
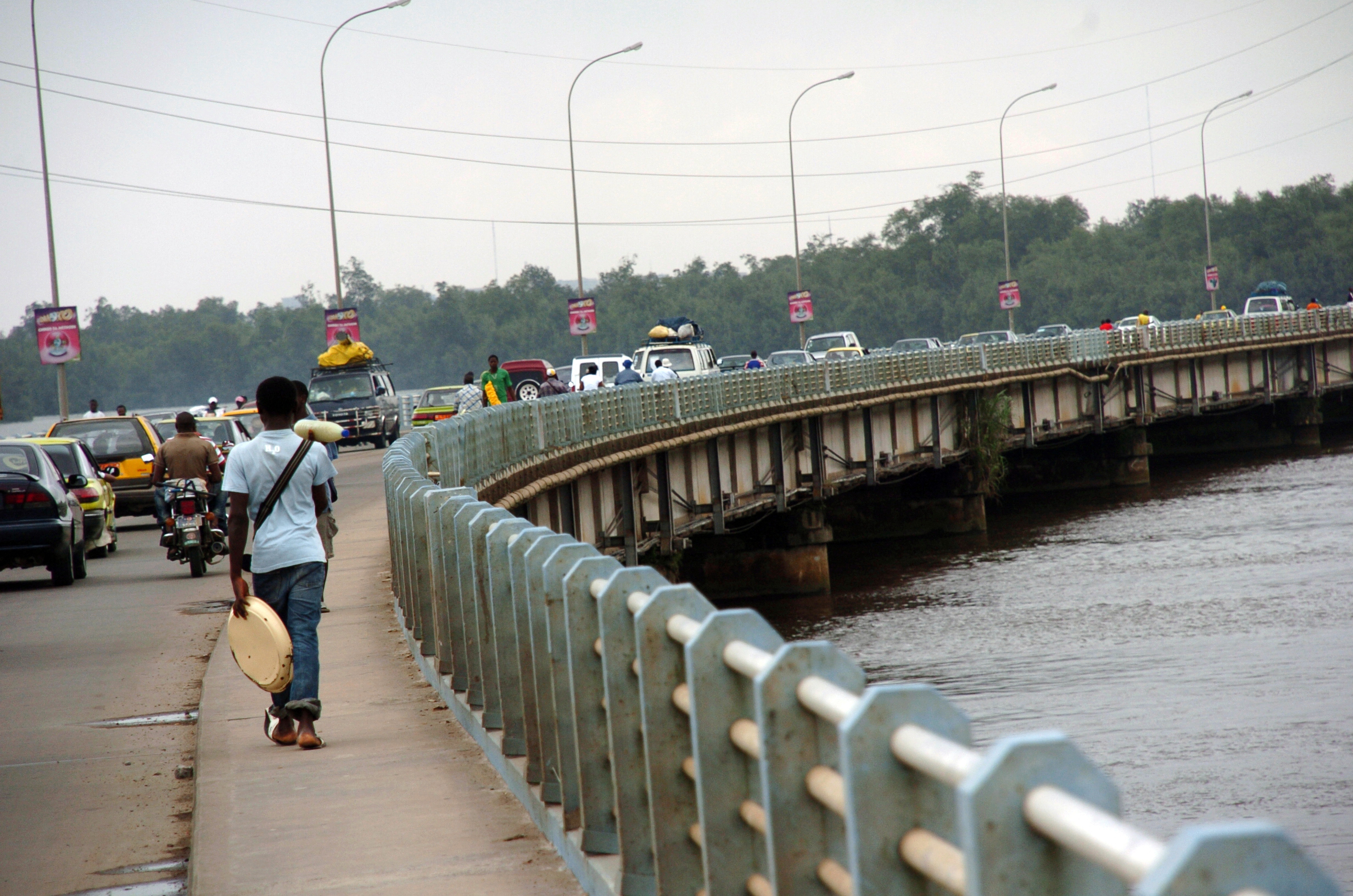
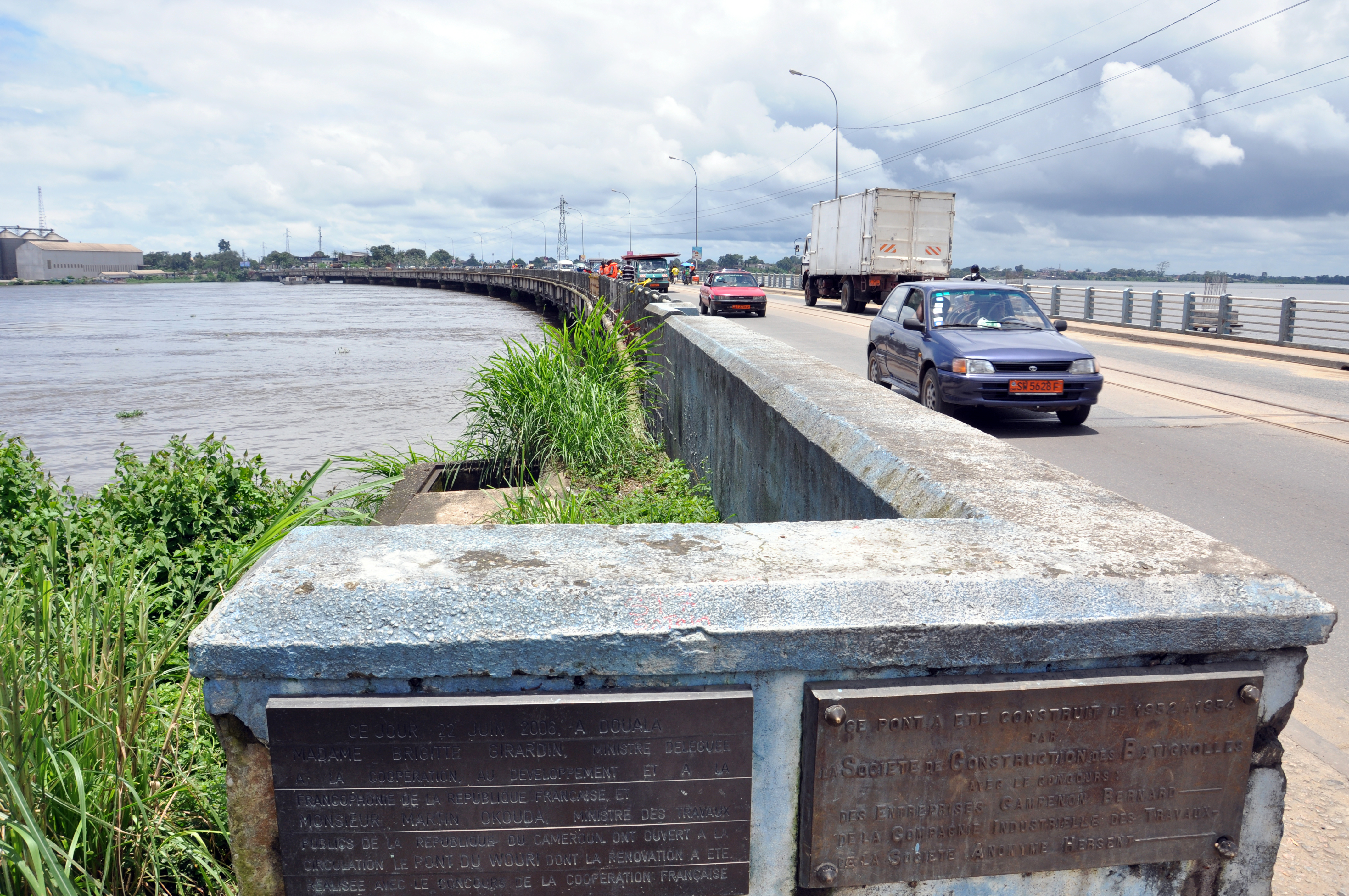
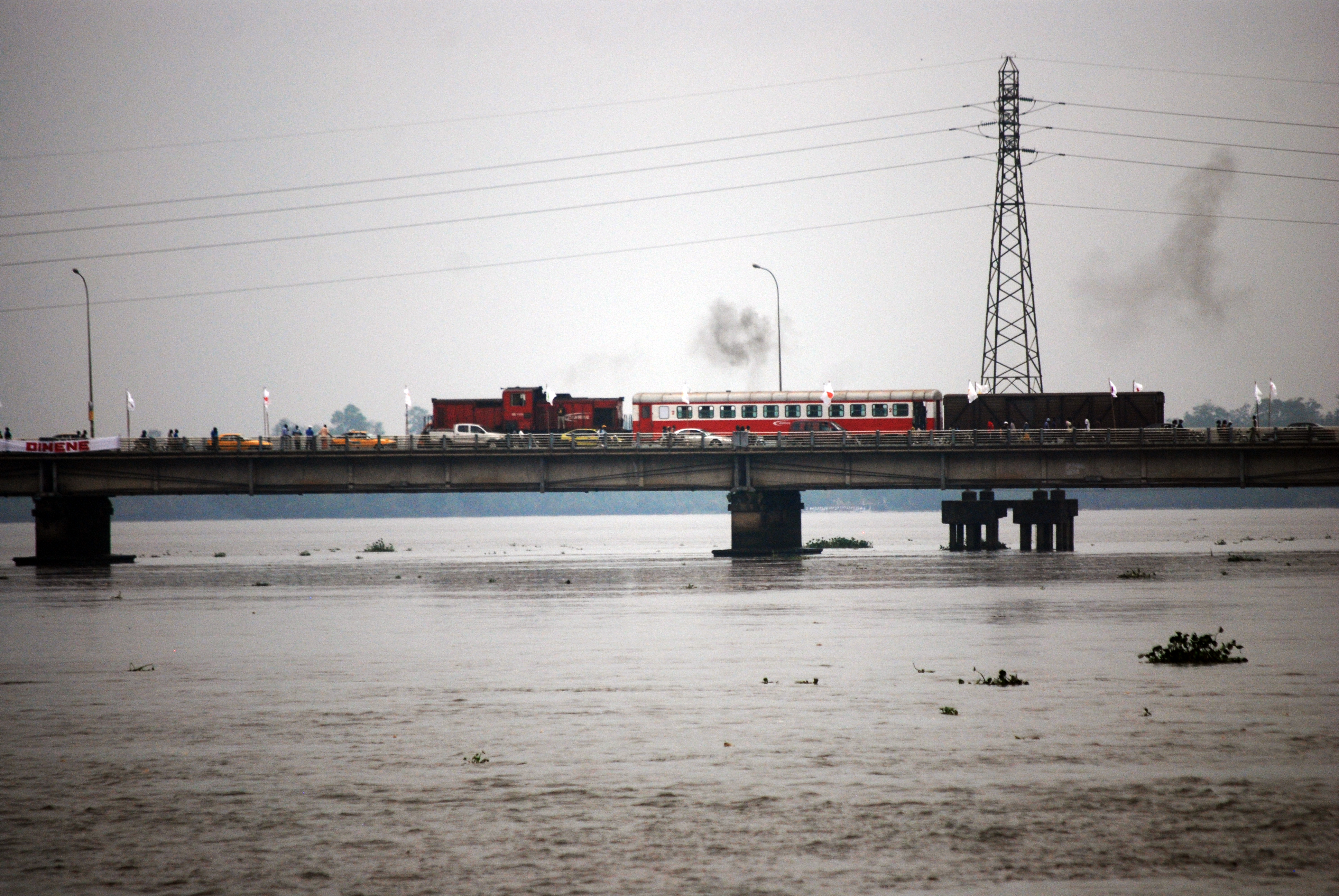
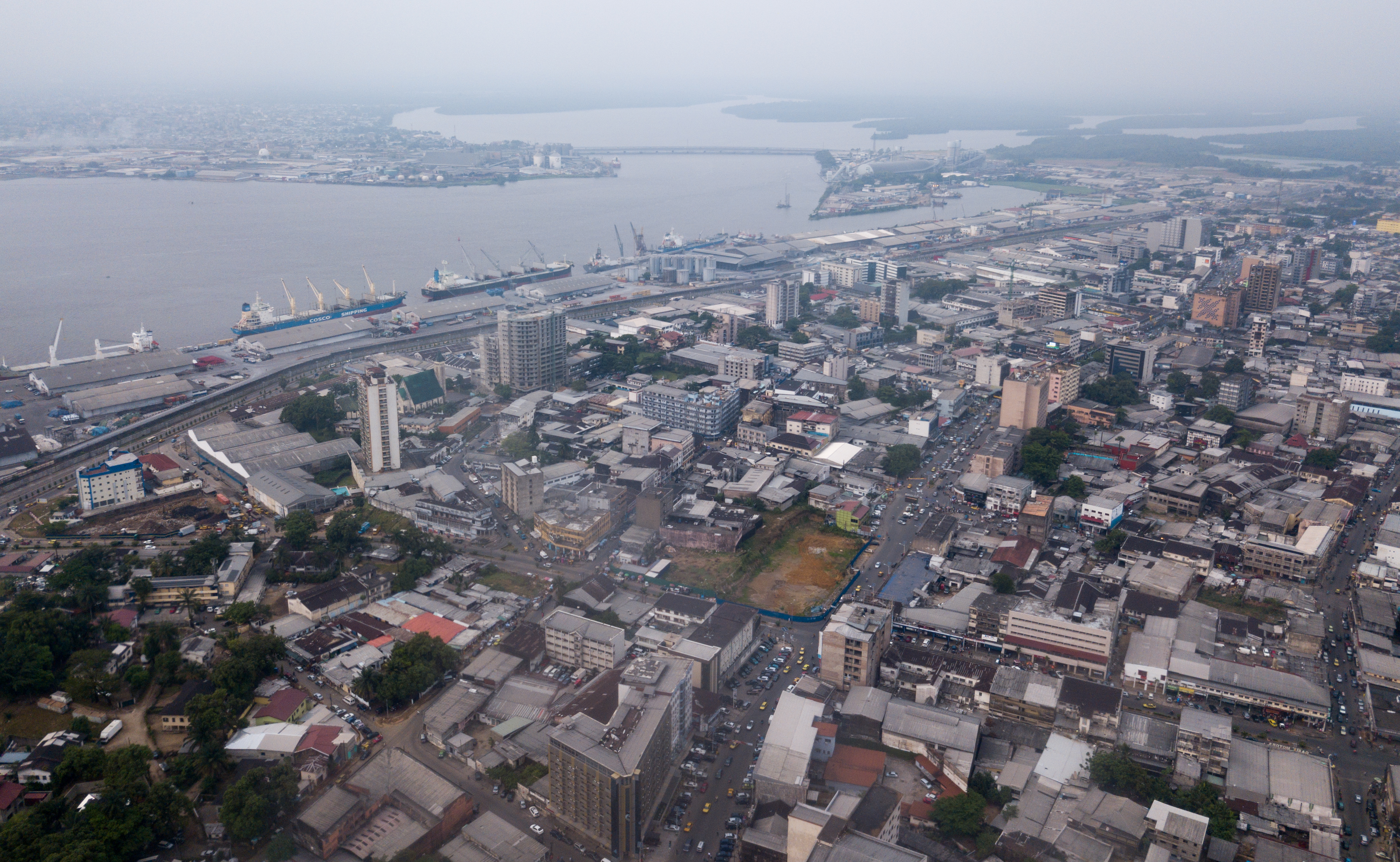

## Philatélie
En 1956 un timbre de 15 F intitulé « Pont sur le Wouri » a été émis par le FIDES (France) dans le cadre d'une série consacrée au Cameroun.